# Запис Дачића дуд (Својново)
Запис Дачића дуд (Својново) се налази на парцели чији је власник Дачић Бранислав.

## Локација
| Општина             | Параћин                                                          |
| Катастарска општина | Својново                                                         |
| Потес               | Суваја                                                           |
| Координате          | 43° 47′ 41″ С; 21° 18′ 40″ И / 43.794800000000002° С; 21.3111° И |
| Надморска висина    | 181m                                                             |

## Карактеристике
Дендрометријске вредности утврђене на терену и сателитским снимцима:
| Стабло                     | Дуд |
| Висина стабла              | m   |
| Обим дебла                 | m   |
| Пречник крошње             | 13m |
| Пречник дебла              | m   |
| Висина дебла до прве гране | m   |

## База записа
Запис је у оквиру Викимедија пројекта "Запис - Свето дрво" заведен под редним бројем 1062.